# کارن جانیبکیان
کارن جانیبکیان (ارمنی: Կարեն Գուրգենի Ջանիբեկյան؛ انگلیسی: Karen Janibekyan; زاده ۱ ژوئیهٔ ۱۹۳۷ – درگذشته ۲۲ مارس ۲۰۱۵) یک بازیگر اهل ارمنستان بود.

## زندگی‌نامه
جانیبکیان در ۱ ژوئیهٔ ۱۹۳۷ در ایروان به دنیا آمد. پدر وی گورگن جانیبکیان بود. وی از انستیتو هنرهای زیبا و تئاتر ایروان فارغ‌التحصیل شده‌است. جانیبکیان با سوس جانیبکیان ازدواج نمود. وی بین سال‌های ۱۹۶۱ تا ۲۰۱۴ میلادی فعالیت می‌کرد. وی برندهٔ جوایزی همچون مدال موسس خورناتسی و هنرمند مردمی ارمنستان شده‌است. وی در ۲۲ مارس ۲۰۱۵ در سن ۷۷ سالگی در ایروان درگذشت.

## گزیده فیلمشناسی
از فیلم‌ها یا برنامه‌های تلویزیونی که وی در آن نقش داشته‌است می‌توان به خون، رفیق پانجونی، فرشته دیوانه اشاره کرد.